# Лазар Докић
Лазар Ђ. Докић (Београд, 27. септембар 1845 — Опатија, 1/13. децембар 1893) био је српски лекар, професор и политичар. Докић је био председник владе 1893. године.

## Биографија
Основну школу и гимназију завршио је у Београду. Студирао је медицину у Бечу и Прагу.
Радио је као српски српски окружни лекар у Ужицу (1869-1874), а у рату са Турском 1877/88. био је војни лекар шумадијског корпуса.
Постављен је за професора анатомије, физиологије и зоологије на Великој школи у Београду 1878. године. Постаје васпитач осмогодишњег престолонаследника Александра Обреновића 1883. године. Од 1885. до 1890. године био је краљев гувернер.
Био је члан Радикалне странке и то њеног умеренијег крила. Године 1888. постаје члан Државног савета, а затим и његов председник.
Када малолетни Александар решава пат позицију између либерала и радикала после избора фебруара 1893. године државним ударом, Лазар Докић постаје председник владе 1. априла. Настаје краткотрајна идила између радикала и Александра, а Докић умире 1. децембра од гангрене плућа изазване претераним пушењем.
Писао је радове из опште биологије и зоологије и о животињским врстама у Србији. Био је члан Српског археолошког друштва од његовог оснивања 1883. године.

## Приватни живот
Његови синови су армијски генерал Ђуро Л. Докић (Ужице 21. децембар 1873 - Београд, 17. јун 1946) и коњички бригадни генерал Иван Л. Докић (Београд, 5. март 1882 - Теслић, 8. август 1938).